# Johan Fredrik Åbom

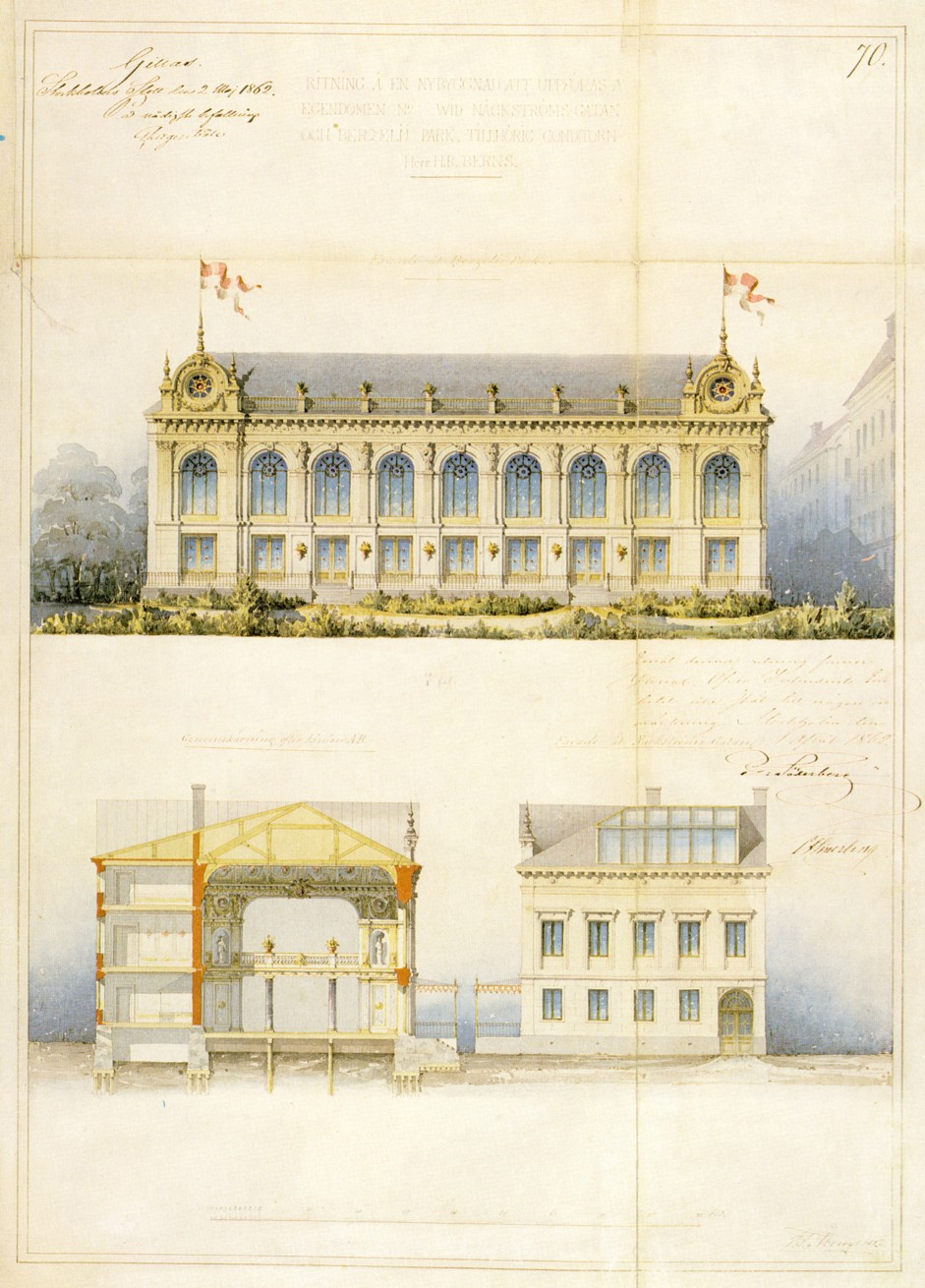
Los salones Berns, 1862

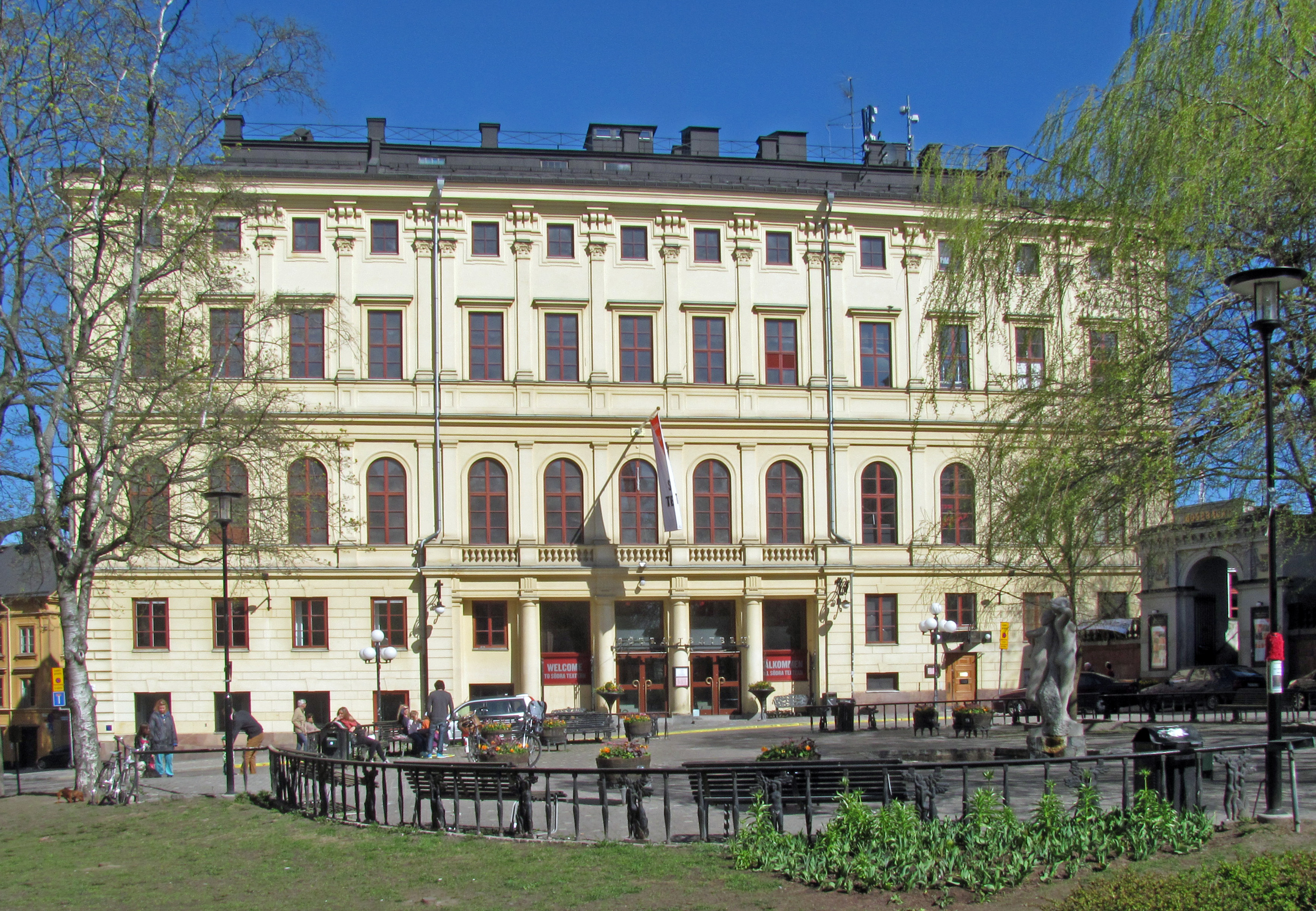
Södra Teatern

Johan Fredrik Åbom fue un prolífico arquitecto sueco del siglo XIX. Aunque estrechamente asociado con la arquitectura del Neorrenacimiento en Estocolmo, empleó todo tipo de diseño en sus obras por todo el país, tanto para hospitales u hoteles, como para casas consistoriales y en numerosas iglesias.
En la Real Academia Sueca de las Artes fue compañero de estudios de Fredrik Wilhelm Scholander, futuro catedrático de Arquitectura del mismo instituto y de Pehr Johan Ekman.

## Obras destacadas
- Södra Teatern (1858-9)[2]
- Biblioteca pública de Skara (1859)[3]
- Stockholms Enskilda Bank (1860): En 1860, construye en Lilla Nygatan, Gamla Stan, la sede del Stockholms Enskilda Bank, el antecesor del actual Skandinaviska Enskilda Banken.

- Los Salones Berns (1862): Su diseño para los salones Berns, en el parque Berzelii, en el centro de Estocolmo, sirven como modelo para los llamados «palacios de entretenimiento» de la época.[1] Los Salones Berns serían el escenario para la novela de August Strindberg, La habitación roja –por el contexto, mejor traducida con El salón rojo[4] (Röda rummet, 1879)–, una sátira de la sociedad contemporánea, no solo de Estocolmo, sino de la vida misma,[5] y la obra que, a la vez que consagra a Strindberg como autor,[4] abre una nueva época en la literatura de Suecia,[6][7] con el realismo literario.[8] En 1885, y en colaboración con Magnus Isæus, Åbom añade un anexo al edificio original aún más espectacular.[1]

- Palacete de Boo, Provincia de Örebro (1874-1882)
- Stockholms Enskilda Bank en Gamla Stan

## Galería de imágenes

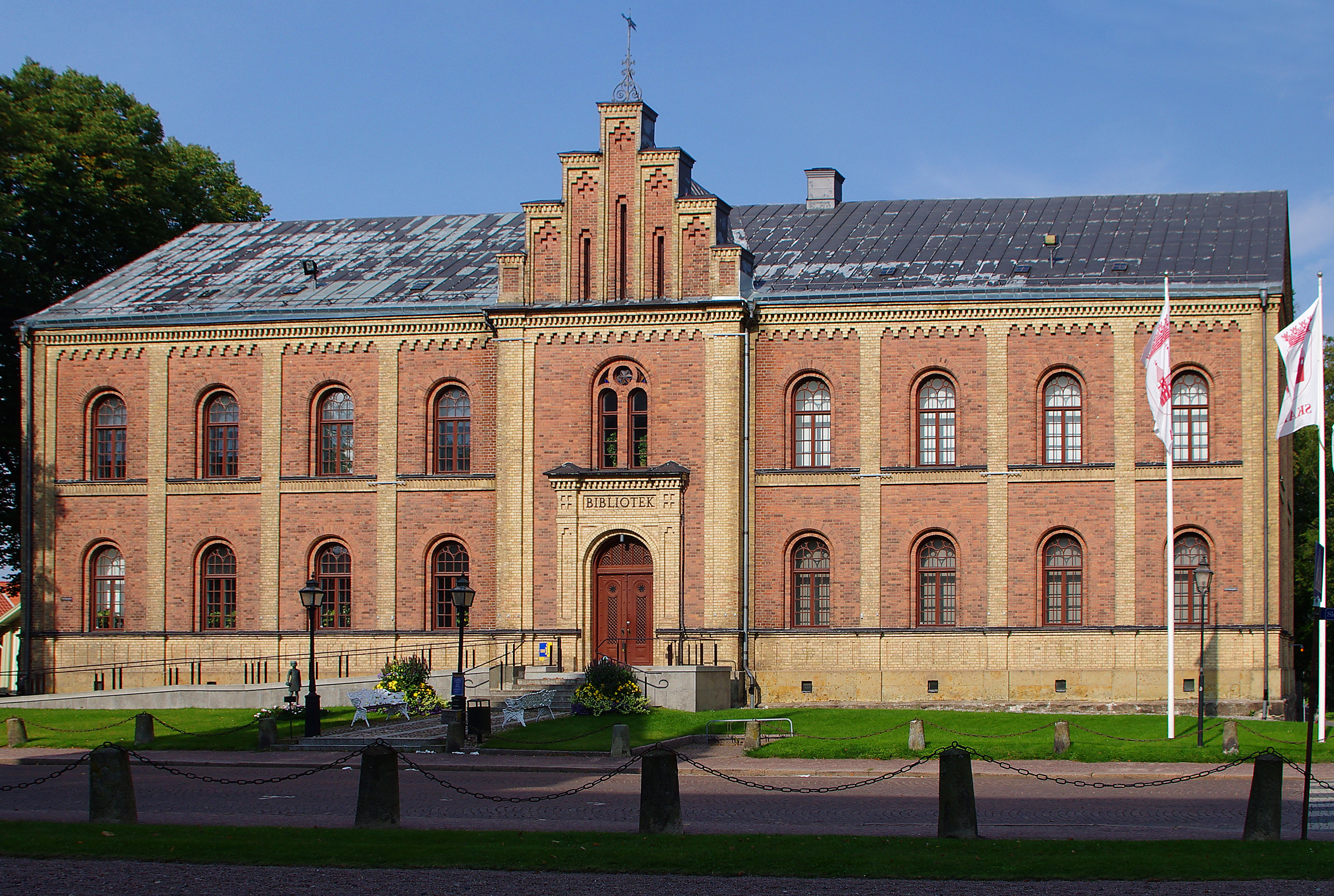
Biblioteca pública de Skara (1859)
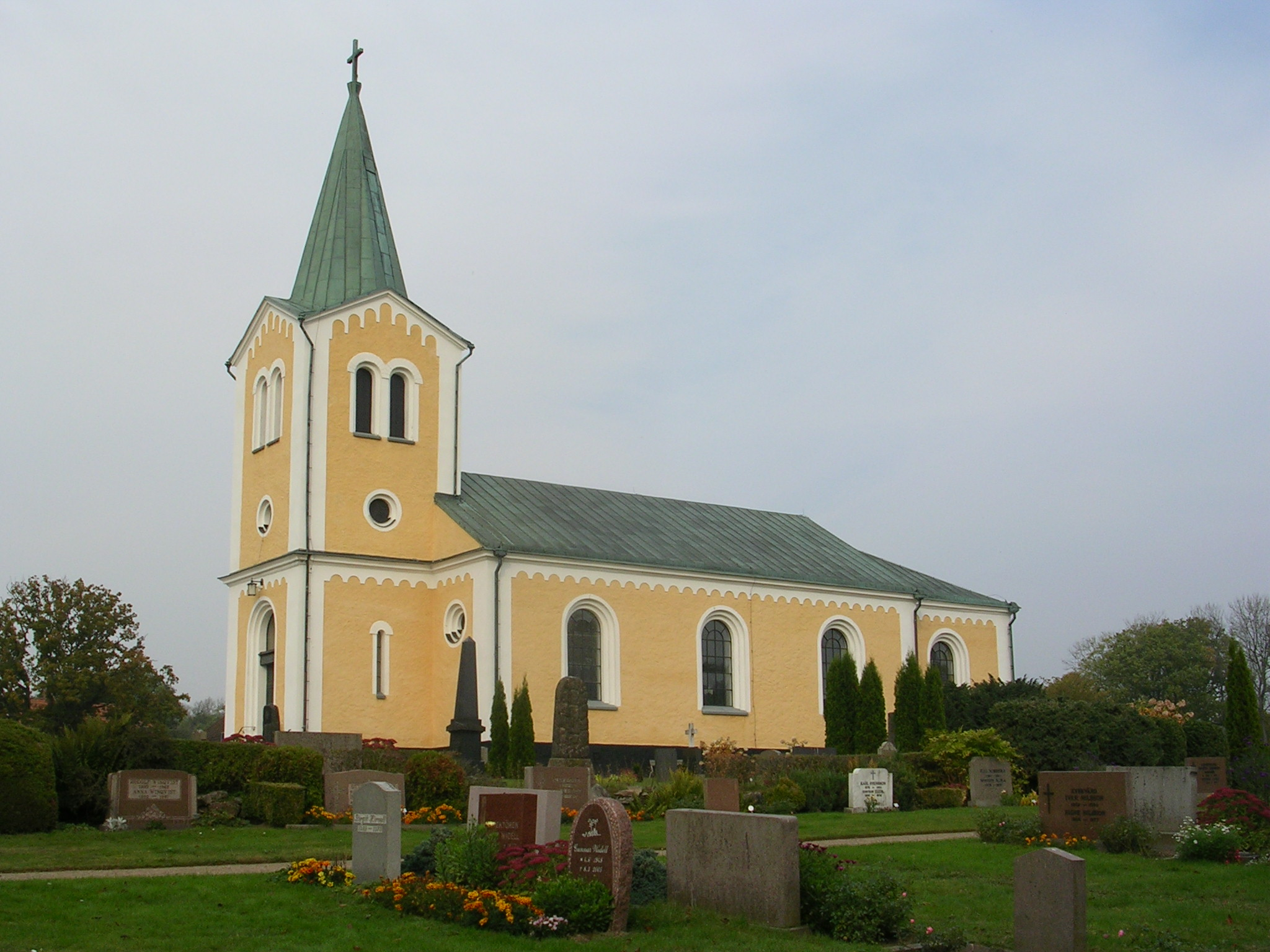
Iglesia de Tjörnarp (1864)
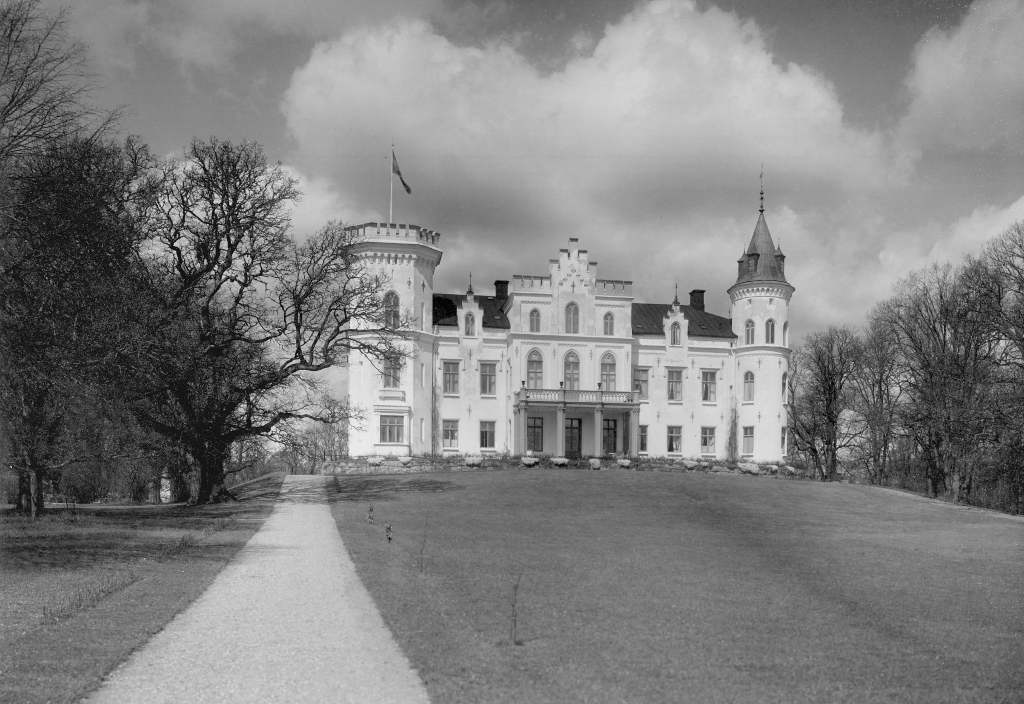
El palacete de Boo, Provincia de Örebro (1874-1882)
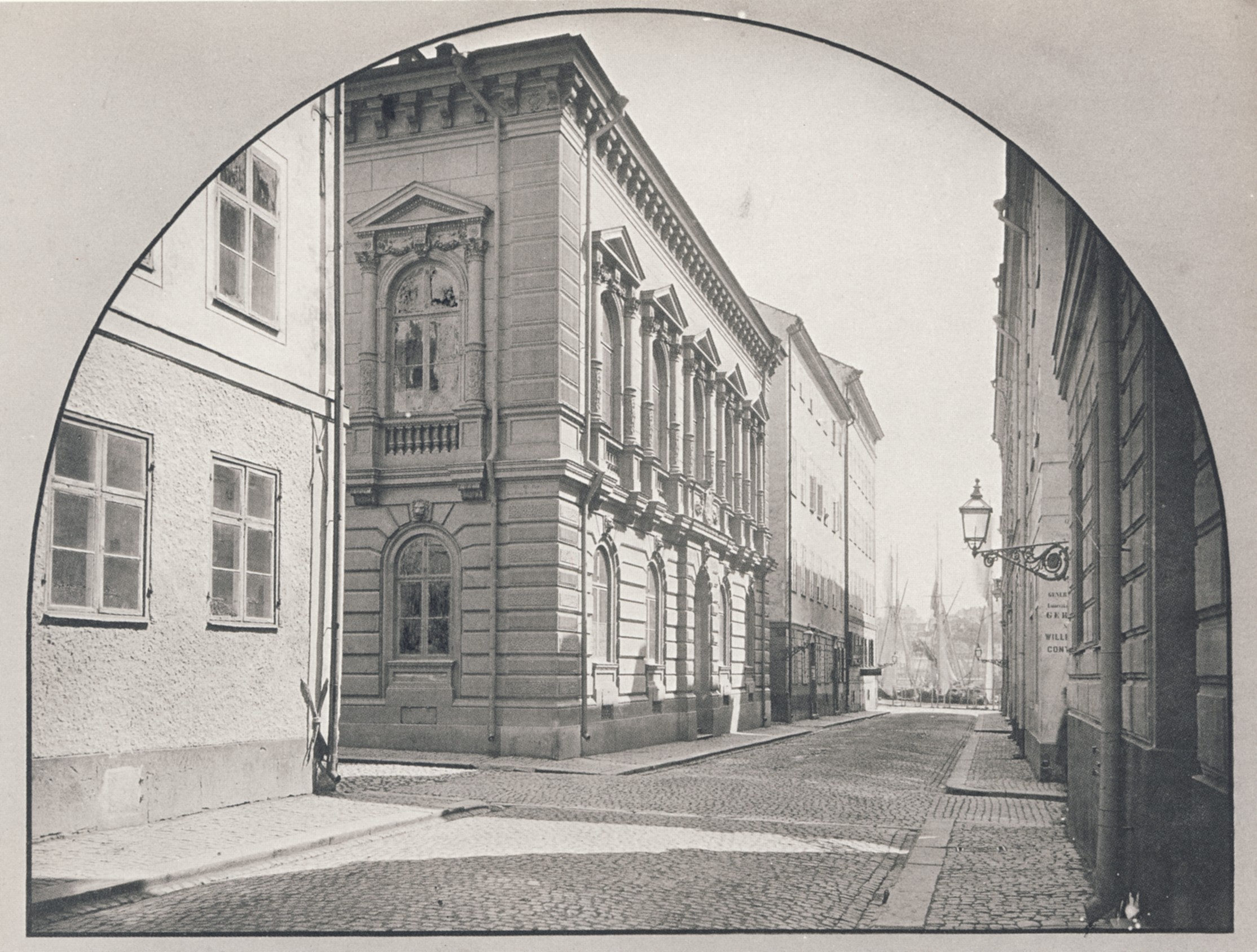
Vista del Stockholms Enskilda Bank en Gamla Stan (fotografía de 1870)